# گایزلینگن آن در اشتایگه
شهر گایزلینگن آن در اشتایگهدر ایالت بادن-وورتمبرگ در کشور آلمان واقع شده‌است.